# Kjosfossen
 Kjosfossen is een waterval in Noorwegen. Hij hoort bij de gemeente Aurland in de provincie Vestland. Het totale hoogteverschil is ongeveer 225 meter.
De waterval ligt direct aan de Flåmsbana-spoorlijn. In 1951 werd in de buurt van de waterval een stopplaats aan de spoorlijn gemaakt, zodat passagiers de waterval konden fotograferen. Deze stopplaats ligt circa 4 kilometer van het treinstation Myrdal op 686 meter hoogte.

## Afbeeldingen

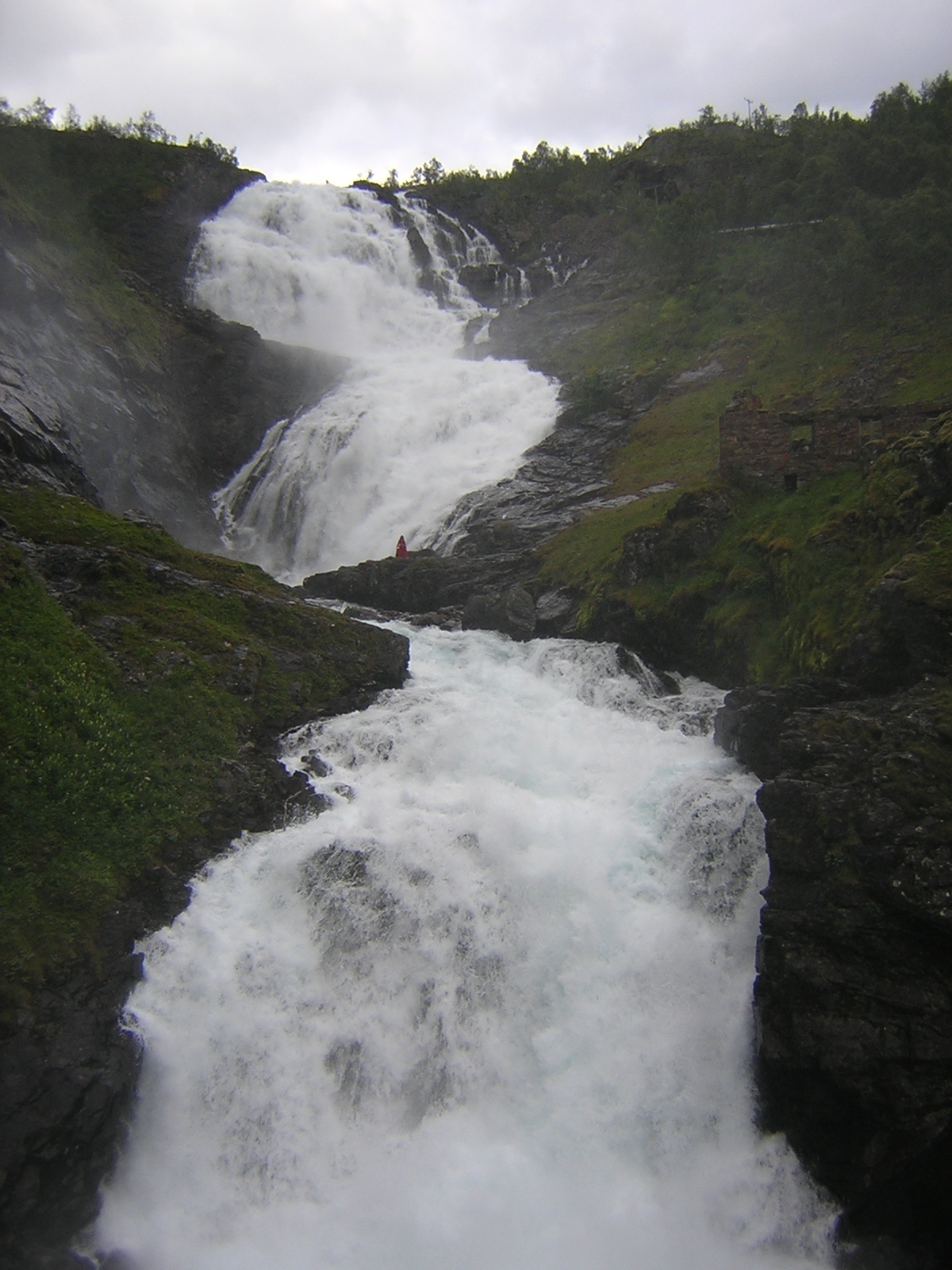